# 婆罗洲

婆羅洲領土區劃

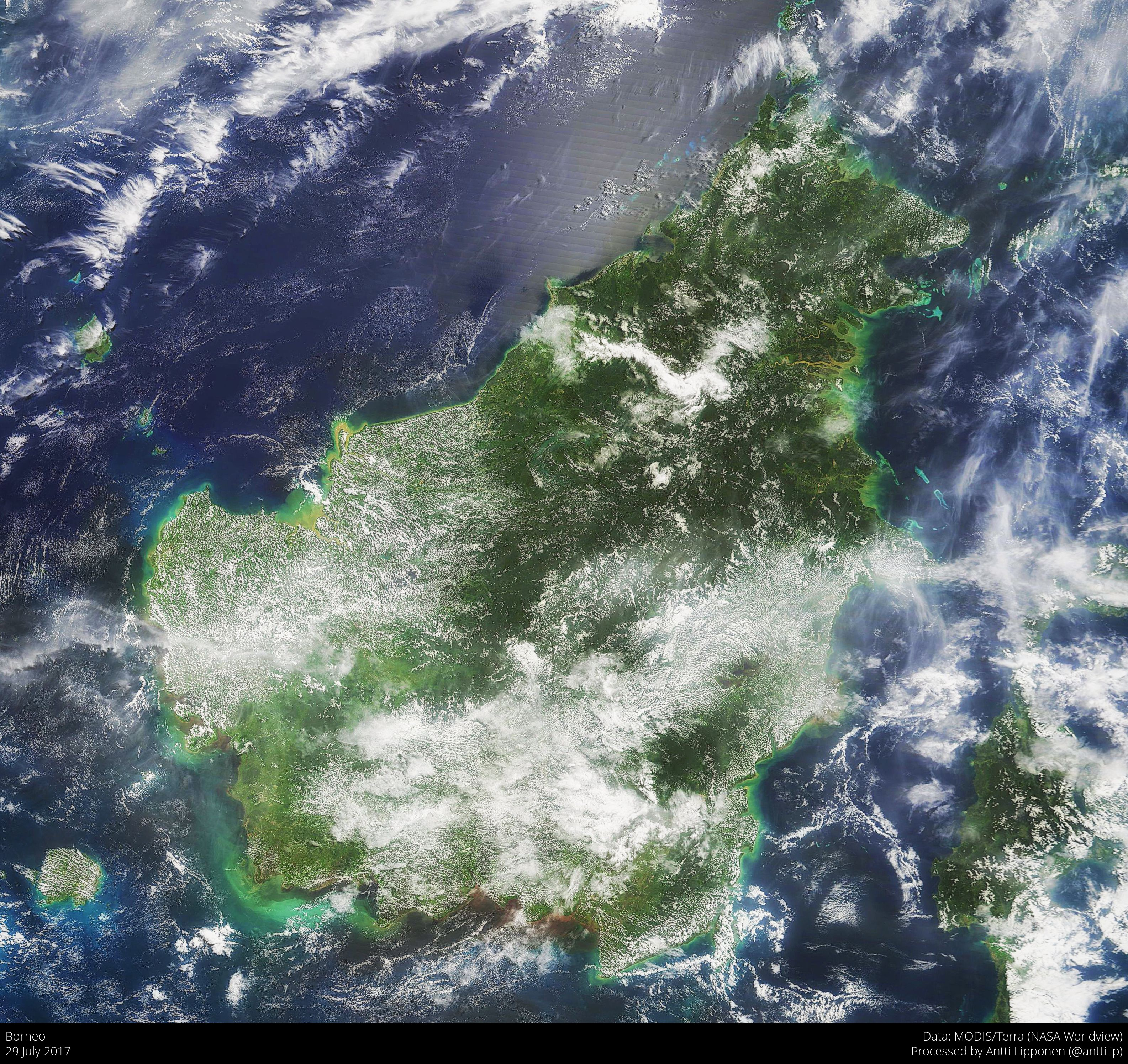
婆羅洲的卫星照片

是东南亚马来群岛中部的一座岛屿，面积743,330平方公里，是世界第三大岛，僅次於格陵蘭及新幾內亞，同時是亞洲第一大島。婆羅洲全境由印尼、馬來西亞及汶萊三國管轄，是世界上被最多國家管轄的島嶼。

## 地理
属大陆岛，位于东南亚，处于岛屿东南亚的中心部分，赤道將婆羅洲大致均分。婆羅洲擁有全世界最古老的雨林，也是印尼唯一沒活火山的主要島嶼。形成原因為沉水作用。

### 四面環海
- 东北部是苏禄海
- 东部西里伯斯海及望加锡海峡
- 南部是爪哇海及卡里马塔海峡
- 西、北部則為南中国海

### 临近岛屿
- 东北方为苏禄群岛、巴拉望岛
- 东方是苏拉威西岛
- 南方是爪哇岛
- 西方是苏门答腊岛、马来半岛
- 西北方是纳土纳群岛
- 北方为南沙群岛

### 河流
自古以來，婆羅洲內陸地區的交通主要靠河流運輸，有些內部山區河運更是重要的對外交通方式。婆羅洲北部的河流可通航里程很少超過160公里，許多河運不通的內部山區仍與現代社會隔絕。
地勢中高周低，水系呈放射狀。以下為婆羅洲重要的河流。
| 中文         | 英文               | 馬來文              | 長度（公里） | 介紹                                          |
| ------------ | ------------------ | ------------------- | ------------ | --------------------------------------------- |
| 卡普阿斯河   | Kapuas River       | Sungai Kapuas       | 1010         | 婆羅洲最長河流，在印尼西加里曼丹境內。        |
| 馬哈坎河     | Mahakam River      | Sungai Mahakam      | 715          | 婆羅洲第二長河流，于東加里曼丹境內。          |
| 巴里托河     | Barito River       | Sungai Barito       | 650          | 婆羅洲第三長河流，于中加里曼丹境內。          |
| 拉讓江       | Rajang River       | Sungai Rajang       | 563          | 是砂拉越最長河流，但祇有下游150公里利於航運。 |
| 京那峇当岸河 | Kinabatangan River | Sungai Kinabatangan | 483          | 沙巴最長河流。                                |
| 峇南河       | Baram River        | Sungai Baram        | 402          | 砂拉越第二長河流。                            |
| 魯巴河       | Lupar River        | Sungai Lupar        | 229          | 砂拉越境內。                                  |
| 林夢河       | Limbang River      | Sungai Limbang      | 196          | 位於砂拉越，分隔汶萊領土的林夢省境內。        |

### 山與山脈
东南亞第一高峰在婆羅洲的東北端，沙巴昆达山境內的京那峇鲁山，海拔4095.2公尺。
婆羅洲上有数條山脈。
從東北端的京那峇魯山（神山）開始，往西南延伸出一組連接的各山脈，另一端在島的西南端，西加里曼丹境內。整組山脈東北，西南走向，穿過島的中部。
1. 京那峇魯山（神山）
2. 依兰山脉（Iran）。
3. 馬勒山脈（Muller）：為西加里曼丹與中加里曼丹二省的天然分界線。
4. 斯赫瓦納山脈（Schwaner）：也是西、中加里曼丹二省的天然分界線，此山脈上有加里曼丹地區第一高峰Gunung Bukit Raya，高2278公尺，在中加里曼丹境內。

在馬勒山脈與斯赫瓦納山脈交接處附近，向西延伸出一條卡普阿斯胡盧山脈（Kapuas Hulu），是西加里曼丹與砂拉越的天然交界。
在婆羅洲東南部，南加里曼丹境內有一條梅拉图斯山脉。

### 氣候
盛行赤道气团，为赤道多雨气候。終年高溫多雨，年均溫24-25℃，岛上降雨量最少的地區Sangkulirang，年降雨量也有1625毫米。11月到次年3月是降雨多的月份，7-8月少雨。越往島的東部，降雨量越少；島內山區的降雨量比沿海地區多(年雨量達4米)。

## 歷史

### 早期華人接觸
約414年（晉安帝隆安十四年），中國僧侣法顯由印度求得佛法，回歸中國途中經過南洋，曾有一提及耶婆提（Yavadvipa），根據史家的意見，認為此地是現今的婆羅洲。
和中國最早的通航紀錄是出現在《梁書》裡，520年（梁武帝普通元年），在中國古籍中，當時被稱為渤泥、婆利、或婆羅，後來演變成婆羅乃（Brunei），也就是現在通用的汶萊一名。在梁、隋、唐三朝裡，婆利都有遣送信使向中國朝貢方物，直至宋代這種接觸繼續保持，到了明朝一系列史無前例的官方航海便在此時開始，最著名的要算是鄭和下西洋，據記載曾兩次經過渤泥。
約1375年（明洪武8年），14、15世紀時華人曾在沙巴的京那峇当岸河（Sungai Kinabatangan）居住，有一明朝使者黄森屏傳說還做過沿岸地區的統治者-拉惹（Rajah）。
約1772年（清朝乾隆37年），華人活動逐漸轉移到島西部，主要集中在一些金礦開採地區，如坤甸（Pontinak）和三發（Sambas），近百名客家人抵達坤甸，可說是開發此地的先驅者。
1777年華人羅芳伯在婆羅洲上（今加里曼丹西部）成立了世界第一個由華人所創立的「共和國」－「蘭芳共和國」。國家元首稱「大總制」。
1820年（清道光元年），估計約有三萬六千名華人居住在此礦區內。1823年（清道光四年）已達十五萬人之多。
在荷蘭勢力進入自印尼蘇門達臘北移至南婆羅洲之後，他們对華人在金礦區的利益不满，並使用權力限制華人移民和貿易。爾後华人逐漸減少，不少礦工也被迫遷徙至砂拉越。

## 政治

白色区域属于印尼，橘色部份属于马来西亚，綠色部份为汶莱。

分为三国领土：分别属于马来西亚聯邦，汶莱及印尼。目前是世界上唯一一个属于三個受普遍承認的国家的岛屿。
- 北部为沙巴全境，行政区为沙巴与砂拉越，及纳闽联邦直辖区。（所佔面积第二，地圖橘色部份。）沙巴原稱北婆羅洲，是前英国的皇家屬地。砂拉越原稱砂拉越王国，由布魯克家族统治，二戰結束後成为了英國殖民地。沙巴和砂拉越于1963年9月16日和马来亚联合邦及新加坡共同组成马来西亚聯邦。新加坡后来於1965年退出马来西亚聯邦。
  - 馬來西亞聯邦成立之前，菲律賓曾根據蘇祿蘇丹國與北婆羅州公司之前的合約，宣稱擁有北婆羅洲（沙巴）主權。2013年發生的拿篤衝突，便是與此有關。
- 在沙巴、砂拉越中间为汶萊，全境均在婆羅洲内，包括临近岛屿。（所佔面积最小，地圖绿色部份。〕
- 砂拉越、沙巴及汶萊合稱“北婆三邦”，簡稱“砂汶沙”。面積共有196,500平方公里。
- 南部为屬于印尼的加里曼丹地區，面積有539,500平方公里，分東加里曼丹、北加里曼丹、南加里曼丹、中加里曼丹、西加里曼丹五省。加里曼丹1949年以前是荷蘭殖民地。（所佔面积最大，地圖黃色部份。）

## 經濟
島上經濟以林業為主，礦產資源有黃金、鑽石、煤、石油、鈾等。

## 人口
婆羅洲人口分佈不均勻，差別極大。因沿海地區交通較便利，受海洋調節氣溫較適宜，人口主要集中在各大城市及沿海地區，內部山區人口稀少，居住在內部山區的多是當地土著達雅族，其聚落多沿河分佈。
| 沙馬林達馬辰古晉巴厘巴板坤甸亞庇斗湖山打根美里斯里巴加湾市 婆羅洲10大城市位置圖 |                          |         |                 |            |
| 排名                                                                            | 城市/城鎮                | 人口    | 人口密度 (/km2) | 國家       |
| 1                                                                               | 沙馬林達, 東加里曼丹省   | 727,500 | 929             | 印度尼西亞 |
| 2                                                                               | 馬辰, 南加里曼丹省       | 625,481 | 8,687           | 印度尼西亞 |
| 3                                                                               | 古晉, 砂拉越             | 617,886 | 332             | 馬來西亞   |
| 4                                                                               | 巴厘巴板, 東加里曼丹省   | 557,579 | 1,058           | 印度尼西亞 |
| 5                                                                               | 坤甸, 西加里曼丹省       | 554,764 | 5,146           | 印度尼西亞 |
| 6                                                                               | 亞庇, 沙巴               | 462,963 | 1,319           | 馬來西亞   |
| 7                                                                               | 斗湖, 沙巴               | 412,375 | 67              | 馬來西亞   |
| 8                                                                               | 山打根, 沙巴             | 409,056 | 181             | 馬來西亞   |
| 9                                                                               | 美里, 砂拉越             | 300,543 | 64              | 馬來西亞   |
| 10                                                                              | 斯里巴加湾市, 汶萊摩拉縣 | 300,000 | 490             | 汶萊       |
| 11                                                                              | 詩巫, 砂拉越             | 247,995 | 111             | 馬來西亞   |
| 12                                                                              | 帕朗卡拉亚, 中加里曼丹省 | 220,962 | 92              | 印度尼西亞 |
| 13                                                                              | 拿笃, 沙巴               | 206,861 | 28              | 馬來西亞   |
| 14                                                                              | 班贾尔巴鲁, 南加里曼丹省 | 199,627 | 538             | 印度尼西亞 |
| 15                                                                              | 塔拉卡恩, 北加里曼丹省   | 193,370 | 771             | 印度尼西亞 |
| 16                                                                              | 民都鲁, 砂拉越           | 189,146 | 26              | 馬來西亞   |
| 17                                                                              | 山口洋市, 西加里曼丹省   | 186,462 | 370             | 印度尼西亞 |
| 18                                                                              | 根地咬, 沙巴             | 177,735 | 50              | 馬來西亞   |
| 19                                                                              | 邦唐, 東加里曼丹省       | 143,683 | 353             | 印度尼西亞 |
| 20                                                                              | 维多利亚, 纳闽           | 85,272  | 950             | 馬來西亞   |

## 岛上的稀有生物

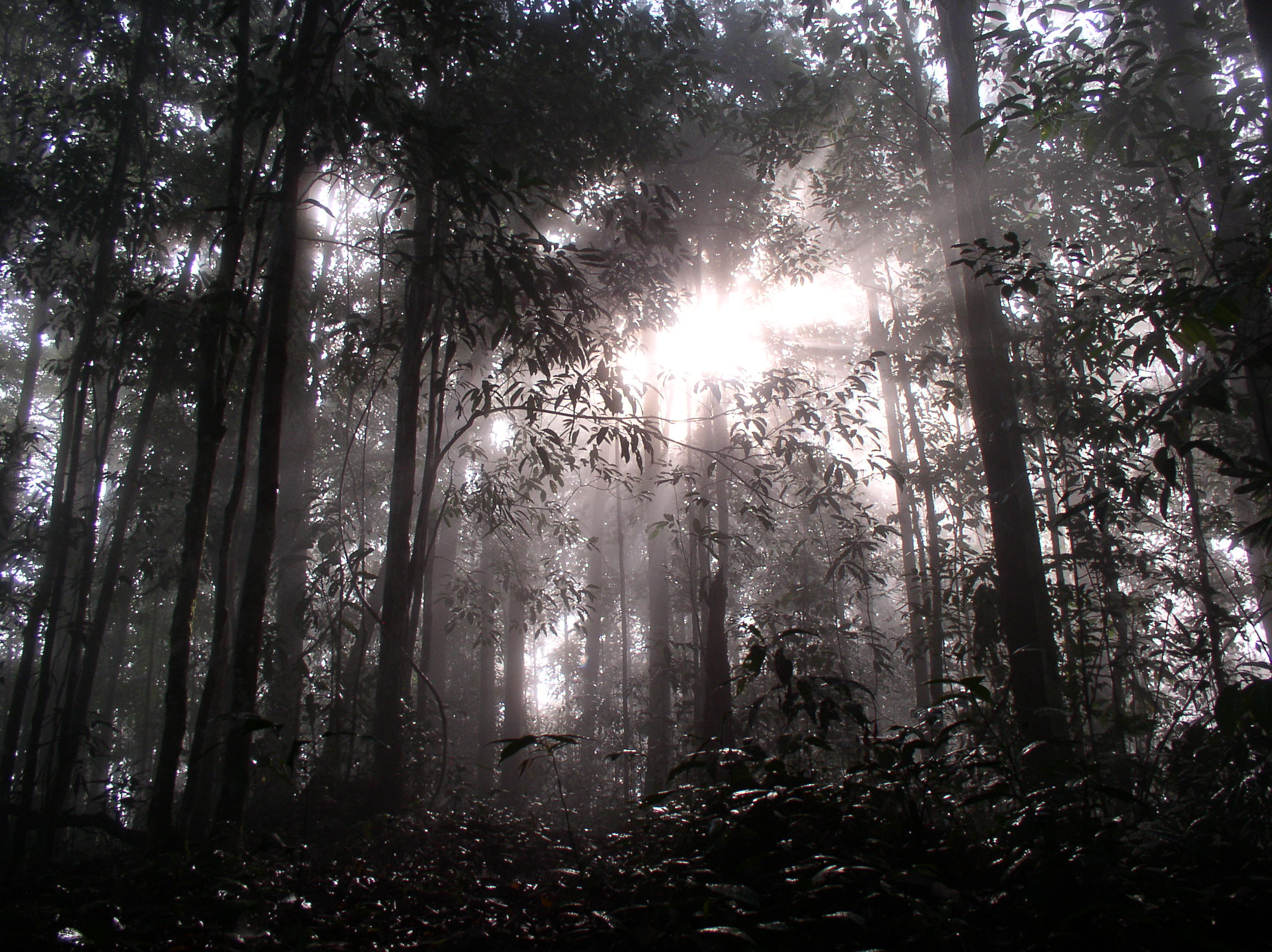
婆羅洲叢林中的黎明

- 大花草或称莱佛士花（Rafflesia），世界最大的花，目前已知有16種，本島即有3種，包括凱依西大花草（Rafflesia Keithii）直徑達80公分，為三種中最巨大的。另有普利契大花草（Rafflesia Pricei）及唐古禮尼大花草（Rafflesia Tengku Adlini），花型較小。
- 婆羅洲象
- 马来犀鸟
- 婆羅洲猩猩
- 長鼻猴
- 婆羅洲雲豹
- 婆羅洲金貓（Borneo Bay Cat）
- 婆羅洲犀牛（即东苏门答腊犀牛）
- 基納巴盧巨紅蛭
- 婆羅洲南洋大兜虫

### 引用
1. ↑  加里曼丹岛 （页面存档备份，存于） [DB/OL] [2024] // 陈至立．辞海. 7版网络版．上海：上海辞书出版社, 2020.
2. ↑  . WorldAtlas.   [2021-05-24]. （原始内容存档于2021-05-24） （美国英语）.
3. ↑  Bedford, Sam. . Culture Trip.   [2021-05-24]. （原始内容存档于2021-05-24）.
4. ↑  . geology.com.   [2021-05-24]. （原始内容存档于2021-05-24）.

## 延伸阅读
[在维基数据编辑]
 《欽定古今圖書集成·方輿彙編·邊裔典·婆羅部》，出自陈梦雷《古今圖書集成》
 《明史卷三百二十三》，出自《明史》